# Латошино
Латошино — деревня в Смоленском районе Смоленской области России. Входит в состав Козинского сельского поселения. Население — 13 жителей (2007 год). 
Расположена в западной части области в 7 км к востоку от Смоленска, в 5 км южнее автодороги Р134 «Старая Смоленская дорога» Смоленск — Дорогобуж — Вязьма — Зубцов, на берегу реки Строганка. В 1,5 км западнее деревни расположена железнодорожная станция Валутино на линии Смоленск — Рославль. 

## История
В годы Великой Отечественной войны деревня была оккупирована гитлеровскими войсками в июле 1941 года, освобождена в сентябре 1943 года. 